# سانفیر (کالیفرنیا)
سانفیر (به انگلیسی: Sunfair) یک منطقهٔ مسکونی در ایالات متحده آمریکا است که در شهرستان سن برناردینو، کالیفرنیا واقع شده‌است. سانفیر ۷۳۵٫۱۹ متر بالاتر از سطح دریا قرار دارد.